# 1500m 달리기 대한민국 기록 추이

## 남자
남자 1500m 달리기 대한민국 기록 추이는 다음과 같다.

### 수동 계시
| # | 기록        | 차이    | 선수   | 나라     | 날짜         | 대회명                            | 개최지        | 경기장        | 주석 및 기타                             | 동영상 |
|   | 3분 55초 0  | -       | 정교모 | 한국전력 | 1964. 6. 13  | 제18회 전국남녀육상경기선수권대회 | 대한민국 서울 | 효창경기장    | 종전 기록 : 3분 56초 2                   |        |
|   | 3분 52초 7  | -       | 박석관 | 육군     | 1974         |                                   |               |               |                                          |        |
|   | 3분 51초 0  | - 1.7초 | 황규훈 | 건국대   | 1975         |                                   |               |               | 같은해 3분 52초 6도 기록                 |        |
|   | 3분 49초 8  | - 1.2초 | 김복주 | 동아대   | 1982. 4. 10  | 제36회 전국남녀대학대항대회       | 대한민국 서울 | 서울운동장    | 종전기록 3분 51초 0 황규훈 7년 전 1982년 |        |
|   | 3분 46초 3  | - 3.5초 | 김복주 | 동아대   | 1983. 4. 9   | 시즌오픈기록회                    | 대한민국 서울 | 서울운동장    | [ 4 ]                                    |        |
|   | 3분 40초 26 | -       | 김순형 | 경북대   | 1992. 09. 18 | 제4회 세계주니어육상선수권대회    | 대한민국 서울 | 잠실 주경기장 | 4위.3.40.72                              |        |

### 전자 계시
| # | 기록        | 차이     | 선수   | 나라     | 날짜         | 대회명                                  | 개최지            | 경기장               | 주석 및 기타                   | 동영상 |
|   | 3분 53초 15 | - 1.33초 | 염병화 | 한국체대 | 1982. 10. 29 | 제36회 전국 육상 선수권 대회            | 대한민국 서울     | 서울운동장           | 종전 3분 54초 48(윤충구, 82년) |        |
|   | 3분 51초 84 |          | 이홍식 |          | 1984. 10. 12 | 제65회 전국 체육 대회                   | 대한민국 대구     |                      | 종전 3분 52초 78               |        |
|   | 3분 44초 51 |          | 류태경 | 부산대   | 1986. 09. 30 | 제10회 아시안 게임                      |                   |                      |                                |        |
|   | 3분 44초 08 | - 0.43초 | 김봉유 | 진로     | 1990. 06. 09 | 제44회 전국 육상 경기 선수권 대회       | 대한민국 서울     | 올림픽 주경기장      | [ 8 ]                          |        |
|   | 3분 43초 06 | - 1.02초 | 김봉유 | 진로     | 1991. 04. 25 | 제20회 전국 종별 육상 선수권 대회       | 대한민국 서울     | 올림픽 주경기장      |                                |        |
|   | 3분 42초 79 | - 0.27초 | 김봉유 | 진로     | 1992. 05. 02 | 제46회 전국육상경기선수권대회           | 대한민국 서울     | 올림픽 주경기장      |                                |        |
|   | 3분 40초 73 | - 2.06초 | 김봉유 | 진로     | 1992. 08. 03 | 제15회 하계 올림픽                      | 스페인 바르셀로나 | 몬주익 올림픽 경기장 | [ 9 ]                          |        |
|   | 3분 40초 26 | - 0.47초 | 김순형 | 경북대   | 1992. 09. 20 | 제4회 세계 주니어 육상 경기 선수권 대회 | 대한민국 서울     | 올림픽 주경기장      | 4위.종전 3분 40초 72, 김봉유   |        |
|   | 3분 38초 60 | - 1.66초 | 김순형 | 경북대   | 1993. 12. 03 | 제10회 아시아 육상 경기 선수권 대회     | 필리핀 마닐라     | 리살 기념 경기장     | 1위                            |        |

## 여자
여자 1500m 달리기 대한민국 기록 추이는 다음과 같다.

### 수동 계시
| # | 기록        | 차이     | 선수   | 나라     | 날짜         | 대회명                                                 | 개최지        | 경기장        | 주석 및 기타              | 동영상 |
|   | 4분 35초 8  |          | 권남순 | 국민은행 | 1973. 05. 12 | 제1회 아시아 친선 육상 경기 대회                       | 대한민국 서울 | 서울 운동장   | 1위. 종전 4분 47초 0      |        |
|   | 4분 33초 0  | - 2.8초  | 김경숙 |          | 1975. 06. 14 | 제2회 아시아 육상 경기 선수권 대회                     | 대한민국 서울 |               | 4위                       |        |
|   | 4분 32초 4  | -        | 김경숙 | 문산여중 | 1975         |                                                        |               |               | 종전 4분 35초 8(공인기록) |        |
|   | 4분 30초 6  |          | 김순화 | 대성여상 | 1981. 08. 30 | 한국,일본,캐나다,중공 4개국 친선 주니어 육상 경기 대회 | 일본 요코하마 |               | 2위. 종전 4.31.4(김순화)  |        |
|   | 4분 27초 5  | - 3.1초  | 김순화 | 고려대   | 1982. 04. 10 | 제36회 전국 대학 대항 육상 경기 대회                   | 대한민국 서울 | 서울 운동장   | [ 15 ]                    |        |
|   | 4분 14초 18 | - 8.49초 | 이미경 | 유봉여고 | 1992. 09. 18 | 제4회 세계주니어육상선수권대회                         | 대한민국 서울 | 잠실 주경기장 | 종전 4.16.92              |        |

### 전자 계시
| # | 기록        | 차이     | 선수   | 나라       | 날짜          | 대회명                                  | 개최지          | 경기장          | 주석 및 기타 | 동영상 |
|   | 4분 25초 91 | - 2.86초 | 김순화 | 고려대     | 1982. 06. 02* | 세계 대학생 육상 경기 대회              | 이탈리아 토리노 |                 | 4위.         |        |
|   | 4분 19초 85 | - 5.14초 | 임춘애 | 성보여상   | 1986. 07. 26  | 제7회 비호기 전국 육상 대회             | 대한민국 서울   | 올림픽 주경기장 | [ 18 ]       |        |
|   | 4분 16초 92 | - 2.93초 | 오미자 | 쌍방울(주) | 1992. 05. 02  | 제46회 전국육상경기선수권대회           | 대한민국 서울   | 올림픽 주경기장 |              |        |
|   | 4분 14초 18 | -        | 이미경 | 유봉여고   | 1992. 09. 20  | 제4회 세계 주니어 육상 경기 선수권 대회 | 대한민국 서울   | 올림픽 주경기장 | 5위.         |        |

## 같이 보기
- 1500m 달리기 세계 기록 추이